# Proconis abrostoloides
Proconis abrostoloides là một loài bướm đêm trong họ Noctuidae.